# Apiúna
Apiúna est une ville brésilienne de l'État de Santa Catarina.

## Géographie
Apiúna se situe dans la vallée du rio Itajaí, par une latitude de 27° 02′ 08″ sud et par une longitude de 49° 23′ 23″ ouest, à une altitude de 87 mètres.
Sa population était de 9 605 habitants au recensement de 2010. La municipalité s'étend sur 494 km2.
Apiúna se situe à 187 km au nord-ouest de la capitale de l'État, Florianópolis. Elle fait partie de la microrégion de Blumenau, dans la mésorégion de la vallée du rio Itajaí.
Le climat de la municipalité est humide, avec un été chaud, pour une température moyenne annuelle de 19,7 °C.
L'IDH de la ville était de 0,768 en 2000 (PNUD).

## Origine du nom
Apiúna est un nom d'origine indigène qui signifie « tête noire » en tupi, en référence à la colline sombre, le morro dom Bosco, qui domine la localité, avec ses 390 mètres d'altitude.

## Histoire
Vers 1867, le lieu est reconnu par l'ingénieur Emil Odebrecht, puis, en 1878, environ 150 familles venues de Blumenau, fondent la localité. Ces familles sont principalement originaires d'Allemagne, de Pologne et d'Italie. Le lieu est alors connu sous les diverses dénominations de Bugherbach (ou Ribeirão do Burgre), Ribeirão Neisse ou encore Aquidabã. Sous le nom d'Aquidabã, la ville constitue tout d'abord un district d'Indaial. Elle prend le nom d'Apiúna en 1943. Le 4 janvier 1988 la localité accède au statut de municipalité, installée officiellement le 15 juillet de la même année.

## Économie
Les forêts de la municipalité fournissent du bois pour l'exploitation forestière et les industries liées. La reforestation à des fins commerciales est assurée par la plantation de pin et d'eucalyptus.
L'agriculture est variée, autour notamment de la culture du tabac, du maïs, du haricot et des fruits et légumes, de l'élevage bovin et porcin et de l'apiculture.
La municipalité comporte également une petite industrie textile.

## Culture et tourisme
Tous les ans, la municipalité célèbre l'anniversaire de la ville, le 1er juin, et la fête de sainte Anne (festa de Sant’Ana en portugais), saine patronne de la ville, au mois d'août.
Les richesses naturelles de la municipalité permettent la pratique de nombreux sports d'aventures, comme le rafting ou le rappel. Une partie du territoire de la municipalité fait partie du parc national de la Serra do Itajaí. La forêt nationale de Ibirama s'étend en partie sur le territoire de la municipalité.

## Villes voisines
Apiúna est voisine des municipalités (municípios) suivantes :
- Ascurra ;
- Indaial ;
- Presidente Nereu ;
- Lontras ;
- Ibirama.